# 布勒半島

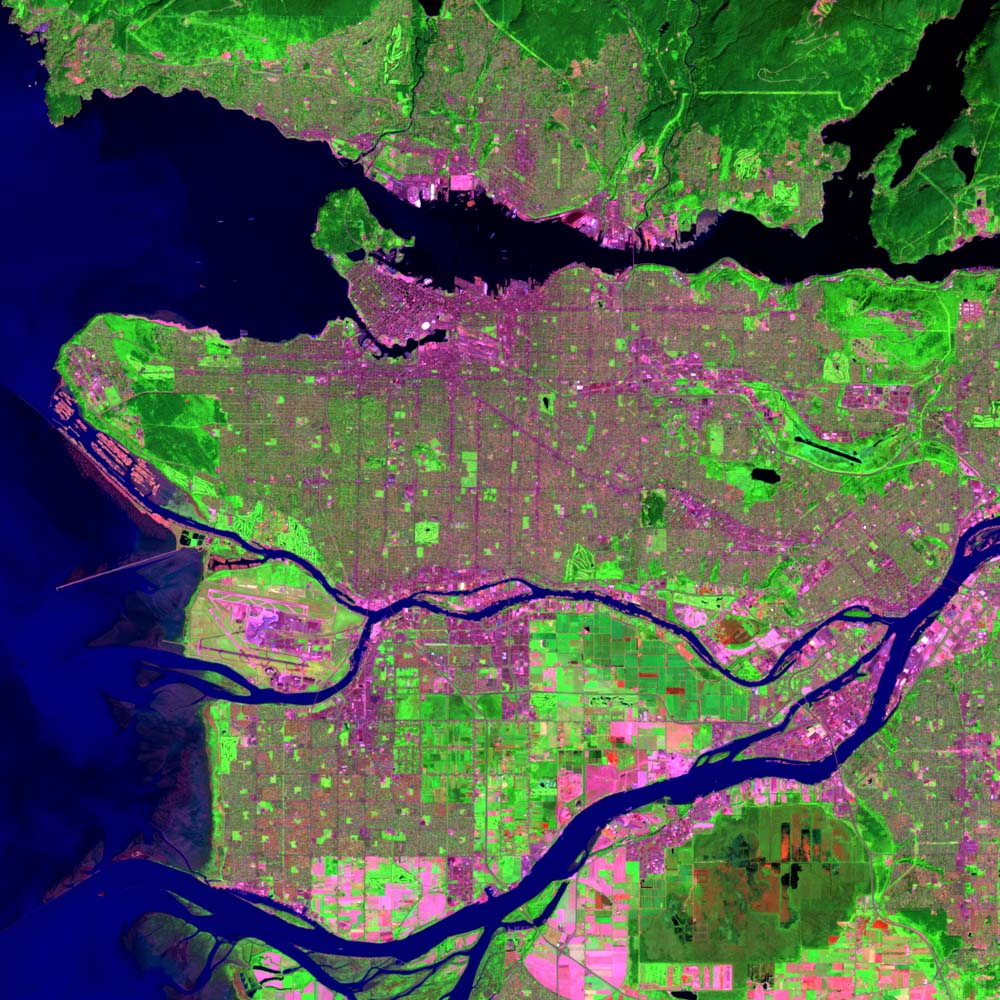
大溫哥華地區衞星圖像，畫面中上方為布勒半島

布勒半島（英語：Burrard Peninsula）是一個位於加拿大卑詩省西南部低陸平原的半島，北臨布勒内灣和英吉利灣，南至菲沙河北支流，西起喬治亞海峽，東至匹特河（Pitt River）。大溫哥華地區數個城鎮坐落此半島，包括溫哥華、本拿比、新西敏、高貴林、高貴林港和滿地寶，以及位於半島西端的非建制地區（包括卑詩大學和大學保留地）。
大溫哥華地區的行政機關溫哥華都會局（Metro Vancouver）則把布勒半島定義為溫哥華、本拿比、新西敏、卑詩大學和大學保留地合組的地域；高貴林、高貴林港和滿地寶則歸入東北分區（North East Sector）。